# Воронцов, Герман Фёдорович
Воронцов Герман Фёдорович (25 мая 1907, Карабаново, Владимирская губерния — 25 апреля 1993, Москва) — советский военачальник, генерал-полковник (1965); кандидат военных наук.

## Молодые годы
Родился в семье рабочего в Карабаново (ныне Владимирская область, Россия). Окончил фабричную трудовую школу в 1923 году. Работал на фабрике имени 3-го Интернационала в Карабанове: чернорабочий, литейщик, оператор красильной машины. Член ВКП(б) с 1929 года.
В Красной Армии с декабря 1925 года, доброволец. Служил на срочной службе во 2-м отдельном кавалерийском полку Особой Краснознамённой Дальневосточной армии, сигнальщик. В связи со смертью отца и тяжёлым материальным положением семьи с 1927 года находился в долгосрочном отпуске, работал на той же фабрике. Одновременно окончил рабфак, поступил на вечернее отделение Московского института архитектуры.
С 1931 года — вновь в РККА. Окончил Орловскую бронетанковую школу красных командиров имени М. В. Фрунзе в 1932 году. Служил командиром танкового взвода в 4-й стрелковой дивизии имени Германского пролетариата Киевского военного округа. С 1937 года — командир танковой роты танковой бригады.
Окончил Военную академию РККА имени М. В. Фрунзе с отличием в 1939 году. С 1939 года — заместитель начальника штаба 4-й стрелковой дивизии по тылу в Киевском особом военном округе. Участвовал в Советско-финляндской войне 1939—1940 годов, куда дивизия была переброшена в полном составе и воевала в составе 13-й армии Северо-Западного фронта. За отличия в боевых действиях награждён своим первым орденом. С сентября 1940 года — старший помощник начальника отдела автобронетанкового управления Закавказского военного округа, затем офицер для особых поручений при командующем войсками этого округа.

## Великая Отечественная война
В начале Великой Отечественной войны в той же должности участвовал в операции по вводу советских войск в Иран (август 1941 года), представитель штаба округа в передовых отрядах войск. С декабря 1941 года — офицер для особых поручений при командующем войсками последовательно Закавказского, Кавказского и Крымского фронтов, участвовал в Керченско-Феодосийской наступательной операции и в боевых действиях на Керченском полуострове весной 1942 года. С июня 1942 года — заместитель начальника оперативного отдела штаба 9-й резервной армии, на базе которой в августе 1942 года была сформирована 24-я армия. В составе Сталинградского и Донского фронтов армия участвовала в оборонительном и наступательном этапах Сталинградской битвы. За отличия в апреле 1943 года армия была преобразована в 4-ю гвардейскую армию.
В составе 4-й гвардейской армии воевал до Победы, сначала в той же должности, с апреля 1944 года — начальник оперативного отдела штаба армии. В составе армии успешно выполнял свои обязанности, участвовал в Курской битве, в битве за Днепр, в Ясско-Кишинёвской, Будапештской, Балатонской, Венской наступательных операциях. Был тяжело ранен в декабре 1943 года при подрыве машине на мине на Днепровском плацдарме, вернулся в строй в апреле 1944 года. Кроме того, в начале 1942 года был контужен в Крыму.
В июле 1945 года был назначен начальником штаба 35-й армии Дальневосточного фронта. В августе 1945 года армия участвовала в Маньчжурской стратегической наступательной операции Советско-японской войны.

## Послевоенная служба
Служил на той же должности до февраля 1946 года в Приморском военном округе. Затем направлен на учёбу.
Окончил Высшую военную академию имени К. Е. Ворошилова в 1948 году. С 1949 года — начальник оперативного управления штаба, а с марта 1949 года — начальник штаба Архангельского военного округа. С 1950 года — заместитель начальника управления оперативной подготовки Главного оперативного управления Генерального штаба. С октября 1954 года — начальник штаба Воздушно-десантных войск. С июля 1956 года — начальник штаба Закавказского военного округа. С мая 1959 года — начальник штаба Группы советских войск в Германии.
С 1961 года — заместитель начальника 10-го Главного управления Генерального штаба Вооружённых Сил СССР. На этой должности внёс большой вклад в укрепление боевого содружества СССР с армиями стран Варшавского договора и в военное сотрудничество с другими иностранными армиями (Монголия, Куба, Индонезия, Афганистан, Ирак, Египет, Ливия, Сирия, Сомали, Алжир, Судан, Йемен и другие). Принимал участие в переговорах Н. С. Хрущёва и А. Н. Косыгина с делегациями Лаоса, Индии, Судана, лично вёл переговоры с Ю. Цеденбалом, Фиделем Кастро, Раулем Кастро, Г. Насером, Х. Асадом, Сукарно, А. Насутионом и другими руководителями государств.
С 1968 года — начальник особого факультета Военной академии Генерального штаба. С июня 1972 года — в отставке.
Автор ряда книг и научных трудов, в том числе труда «Военные коалиции и коалиционные войны» (1976). Много печатался в журналах «Советское военное обозрение» и «Военно-исторический журнал». Кандидат военных наук. Лауреат премии имени М. В. Фрунзе.

## Награды
- орден Ленина (26.10.1955)[1]
- три ордена Красного Знамени (15.09.1944, 15.11.1950, …)
- орден Суворова II степени (26.08.1945)
- орден Кутузова II степени (28.04.1945)
- орден Богдана Хмельницкого II степени (29.06.1945)
- два ордена Отечественной войны I степени (6.11.1943, 11.03.1985)
- орден Отечественной войны II степени (2.02.1943)
- три ордена Красной Звезды (7.04.1940, 6.11.1945, …)
- медаль «За боевые заслуги» (3.11.1944)
- медаль «За оборону Сталинграда»
- ряд других медалей
- знак «50 лет пребывания в КПСС»

ордена и медали иностранных государств
- Медаль ордена Заслуг Венгерской Народной Республики III степени (Венгрия)
- Медаль «Братство по оружию» в золоте (ГДР)
- Медаль «30 лет Халхин-Гольской Победы» (Монголия, 1969)
- Медаль «50 лет Монгольской Народной Армии» (Монголия, 1971)
- Медаль «30 лет Победы над милитаристской Японией» (Монголия, 1976)
- Медаль «Китайско-советская дружба» (КНР)
- Медаль «За укрепление дружбы по оружию» в золоте (ЧССР, 1970)
- Медаль «20 лет Болгарской народной армии» (Болгария, 1964)

## Воинские звания
- Лейтенант (1936)
- Старший лейтенант (1937)
- Капитан (1939)
- Майор (1941)
- Подполковник (1942)
- Гвардии полковник (1943)
- Гвардии генерал-майор (19.04.1945)
- Генерал-лейтенант (31.05.1954)
- Генерал-полковник (16.06.1965)

## Сочинения
- Воронцов Г. Ф. 35-я армия на хутоуском и мишаньском направлениях. // «Военно-исторический журнал». — 1984. — № 3. — С.44—51.
- Воронцов Б. Г. Маршал Советского Союза Г. К. Жуков: «Генерал-майор Г. Ф. Воронов … по характеру волевой, смелый и решительный». // «Военно-исторический журнал». — 2007. — № 6. — С.7—11.

## Память
- Почётный гражданин Карабанова (18.12.2007)[2]
- В 2008 году именем Г. Ф. Воронцова названа улица в городе Карабаново Владимирской области[2].